# 圣本笃车站

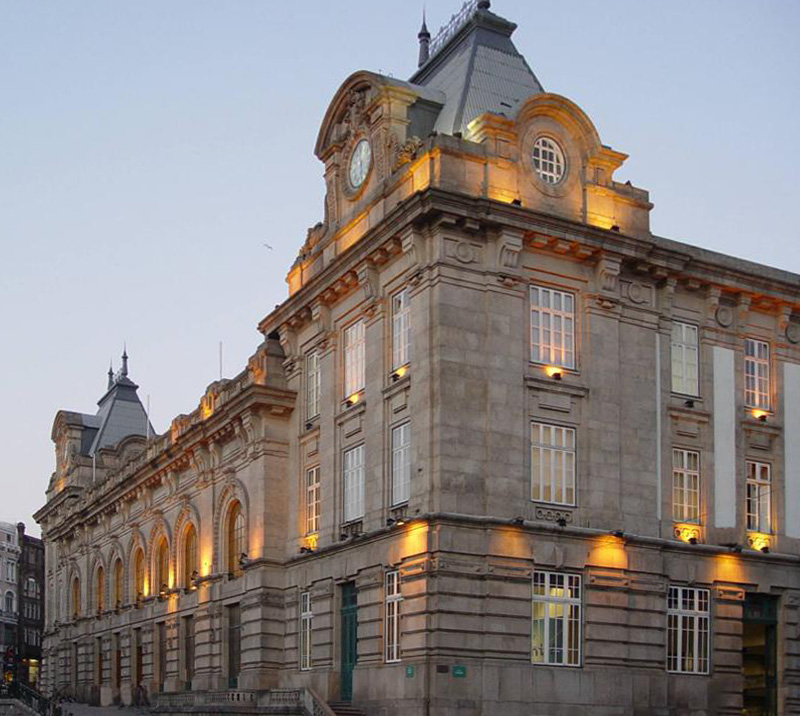
圣本笃车站

波爾圖-圣本笃车站（葡萄牙語：Estação Ferroviária de Porto - São Bento）是葡萄牙城市波尔图的一个火车站，1916年启用，以展现葡萄牙历史的用2万片瓷砖组成的瓷砖画著称。它位于市中心的阿尔梅达加勒特广场。
其名称源自于曾经位于此处的16世纪的本笃会修道院，在19世纪末荒废。1900年，国王卡洛斯一世为车站奠基。车站为本地建筑师若瑟·马克斯·达席尔瓦设计，但是受到了法国美术学院派的影响。

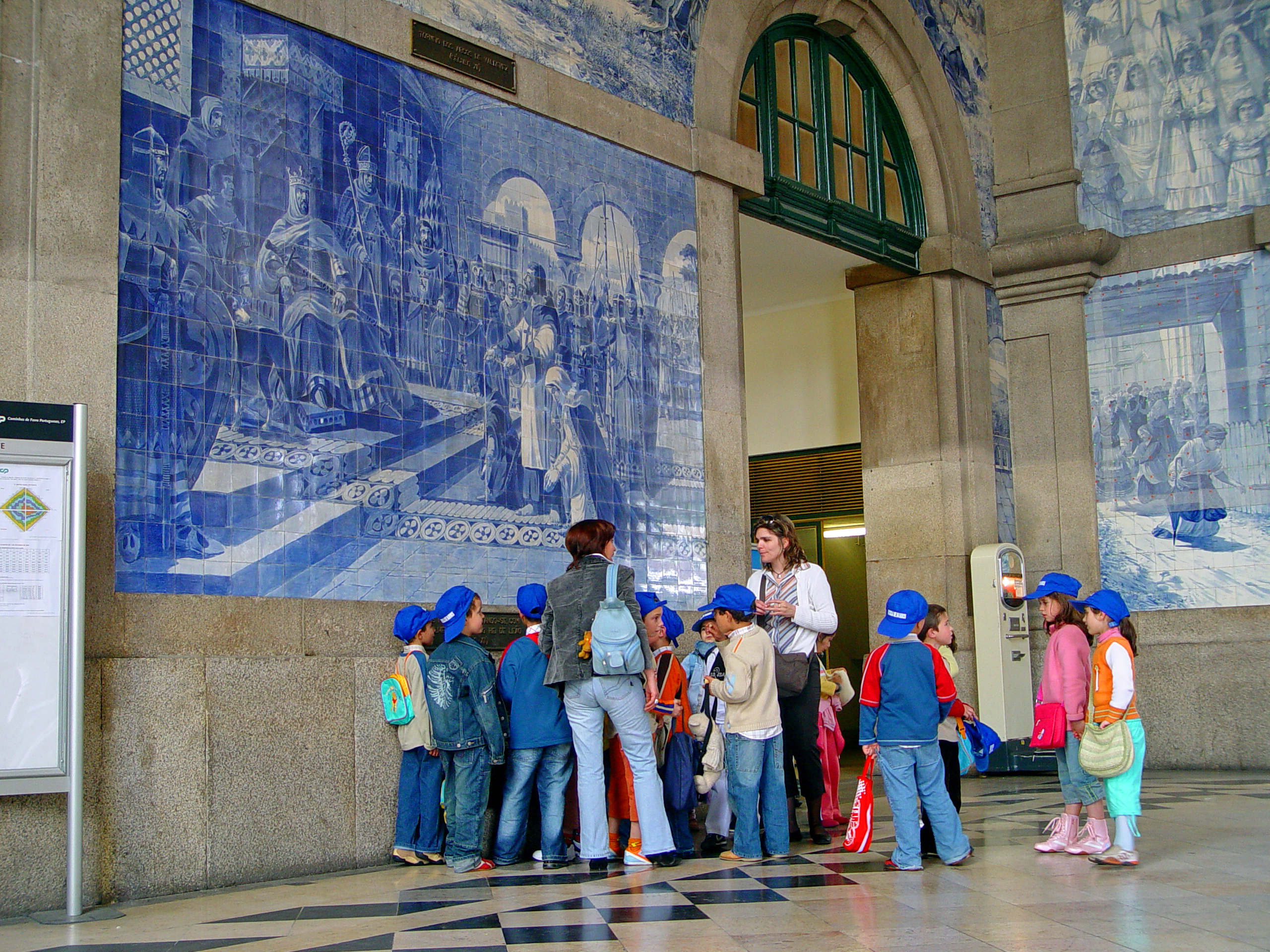
瓷砖画

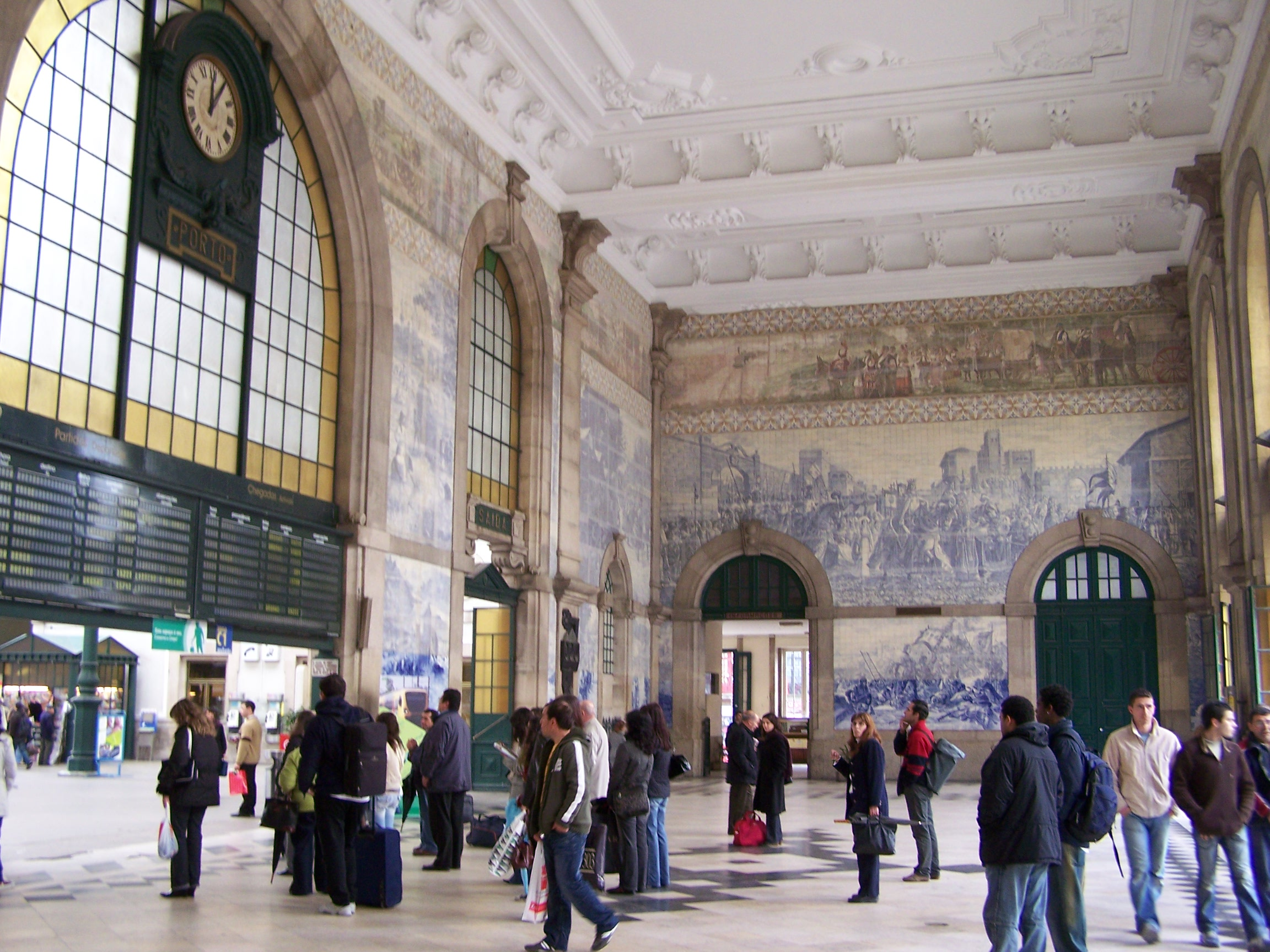
车站大厅